# 雷神巧克力
雷神巧克力（日语： Burakkusandā ?），是日本有樂製菓所發售的巧克力系列商品之一。1994年開始於九州地方販售，但曾經一度因銷售不好而暫停販賣。隨後，藉由與日本多家大學合作社共同合作販售，及2008年奧運選手內村航平在受訪時表示自己最愛的巧克力就是黑雷神巧克力，漸漸在日本推廣知名度。此外，兩度擔任日本首相的安倍晉三也是黑雷神巧克力的愛好者。

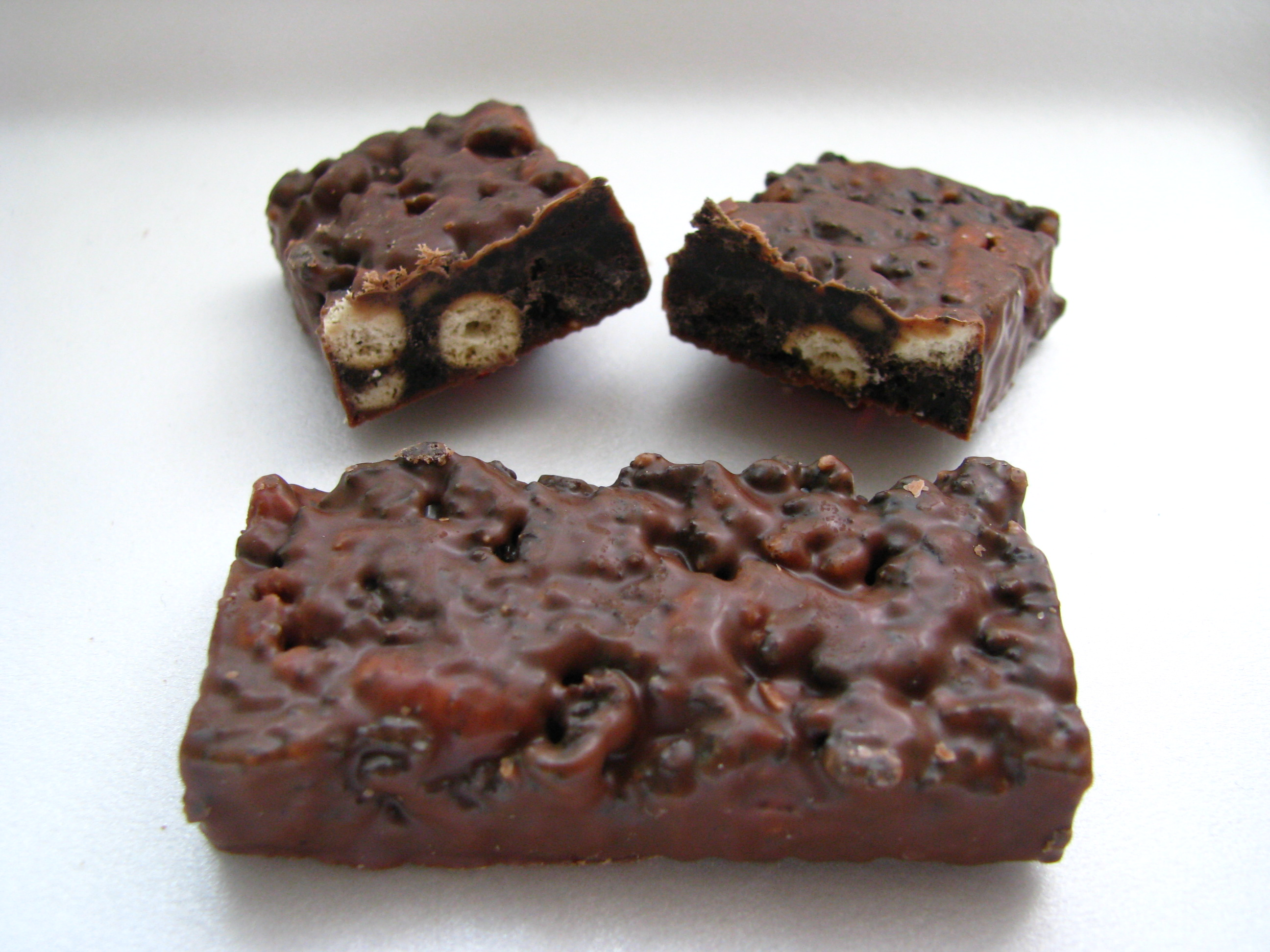
兩塊黑雷神巧克力的主要食物形態

## 營養成份
下表是一顆標準的黑雷神巧克力的營養標示。
| 一顆標準的黑雷神巧克力 |          |
| ---------------------- | -------- |
| 熱量                   | 115 千卡 |
| 蛋白質                 | 1.3克    |
| 脂肪                   | 5.9克    |
| 碳水化合物             | 14.1克   |
| 鈉                     | 71毫克   |

## 系列發展
雷神巧克力在2014年慶祝其成立滿20週年，期間販售過各種不同口味的雷神巧克力，不少是限量販售。在台灣，2014年也有幾種人氣相當高的品項。

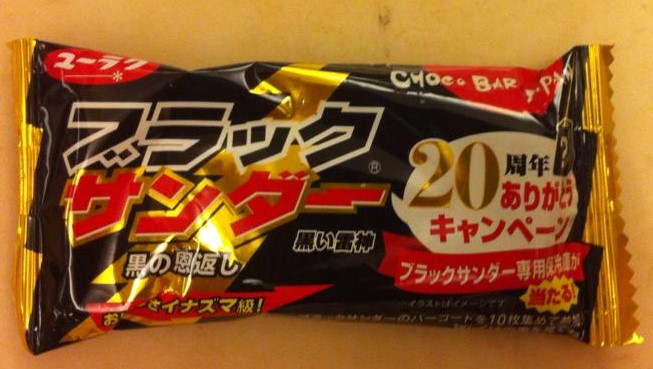
黑雷神

### 黑雷神
黑雷神內餡為可可餅乾，吃起來與巧克力脆片口感相像
- 1994年30日圓發售。
- 2000年外包裝進行改版換新。
- 2003年8月包裝進行再改版。

### 大雷神
- 2006年，推出新款大雷神巧克力，販售價格為50日圓。
- 2011年4月18日，再度更新包裝。
- 2012年3月19日，針對雷神巧克力口味進行升級改版，大幅增加巧克力的份量，口感相對提昇。
- 2014年3月17日，因為大雷神供不應求，日本有樂製果宣布暫停販售，銷售恢復的日期另行通知。
- 2014年4月23日7-11超商取得原廠有樂製果公司最大資源，約130萬片「大雷神巧克力」將在兩週內陸續到全台4967家門市，平均每家門市分到260片，但5月5日之後，在原廠產能調配下，每週仍會持續供貨給7-11。

### 紅雷神
紅雷神內餡為花生牛奶巧克力，多了濃郁的花生香氣，但較無酥脆口感。
- 2010年10月18日九州地區限定販售。
- 2012年開始，販賣地區開始擴及全日本
- 2012年9月28日，包裝改版更新。

### 白雷神
白雷神是將黑雷神外層包的巧克力，改為白巧克力，為北海道限定版。
- 2010年白雷神出現，有樂製菓與日本樂天市場合作，推出20入的包裝，在日本樂天市場以1000日圓限定販售。
- 2011年2月1日，北海道也跟進推出限定版的白雷神巧克力，以12入包裝，600日圓限量發售。

### 桃色雷神
桃色雷神是將黑雷神外層包的巧克力，改成粉紅色的草莓巧克力。
- 2014年2月，桃色雷神在日本東京配合情人節限量發售，推出18入包裝與迷你版26入包裝兩種大小[6]。

### 黑雷神巧克力饅頭
- 2011年4月於北海道限定發售。同年12月，在日本中部地區擴大販售，但日本關東地區尚未販賣。

### 黑雷神雪糕
- 2014年3月在日本7-11便利商店開賣[7]，宣稱雪糕裡添加更多的巧克力，口感近似黑雷神巧克力。同年4月也於台灣7-11限定開賣[8]。

## 台灣瘋雷神
事實上，有樂製菓開始販售雷神巧克力超過20年，但隨著日本逐漸銷售範圍擴大後，也由日本紅到台灣。統一超商更在2013年9月引進販售，結果造成台灣瘋雷神的熱潮；許多到日本旅遊的台灣人都會刻意大量採購雷神巧克力，回來分享給親友或是進行販售。
- 2013年9月，雷神巧克力在台灣爆紅，除了為超商帶來廣大商機，熱潮更一波接著一波而起[9]。
- 2014年2月，大遠百趁著雷神巧克力熱潮，舉辦「2014日本展售會」限量販售白雷神巧克力[10]。

在各地缺貨的情形逐漸發生後，詐騙集團也趕上這波熱潮，因此受害者不少。而大雷神巧克力在台灣太旺，導致有樂製菓因怕供應不足而開始無預警對台灣暫停販售。

## 雷霆巧克力
台灣義美食品在2012年推出自創良品「雷霆巧克力」，外觀、口感都與雷神巧克力相似，價格較為便宜。

## 外部連結
- 有樂製菓官方網站 （页面存档备份，存于）
- ブラックサンダーファンサイト （页面存档备份，存于）
- ブラックサンダーさん（有楽製菓公式）的X（前Twitter）
- 白いブラックサンダーさん的X（前Twitter）